# Uetersens Rosenprinzessin
Die  Uetersens Rosenprinzessin (auch: Uetersener Rosenprinzessin ) ist eine moderne Strauchrose aus dem Hause W. Kordes’ Söhne. Sie wurde zur 775-Jahr-Feier der Rosenstadt Uetersen und dem 75-jährigen Bestehen des Rosariums Uetersen eingeführt, dem ältesten und größten Rosariums in Norddeutschland.
Sie ist den Uetersener Rosenprinzessinen gewidmet, die die Stadt auf Ausstellungen und Messen repräsentieren. Uetersens Rosenprinzessin ist ein Sport der Kletterrose  Rosarium Uetersen und wurde vom Fernsehmoderator John Langley öffentlich im Uetersener Rosarium getauft.
Sie ist eine öfter blühende Strauchrose, mit einem bogig überhängenden Wuchs. Unter guten Bedingungen kann sie eine Höhe von eineinhalb Metern erreichen. Die Blütenfarbe ist Zartrosa bzw. Hellrosa, die sich später in schimmernd silbrig verändert. Die bis zu 11 cm großen, kaum duftenden, rosettenförmigen Blüten sind gut gefüllt. Die Laubblätter der Rose sind überwiegend mittel bis dunkelgrün und glänzend. Ihre Blühzeit reicht von Juni bis zum ersten Frost.
'Uetersens Rosenprinzessin' ist besonders frosthart bis −31 °C (USDA-Zone 4). Sie gilt als besonders wetterfest. Die Strauchrose ist auch für Rankgerüste und Fassaden geeignet. Sie kann auf Grund ihres breitbuschigen Wuchses auch als alleinstehende Rose verwendet werden.